# 브래그 평면

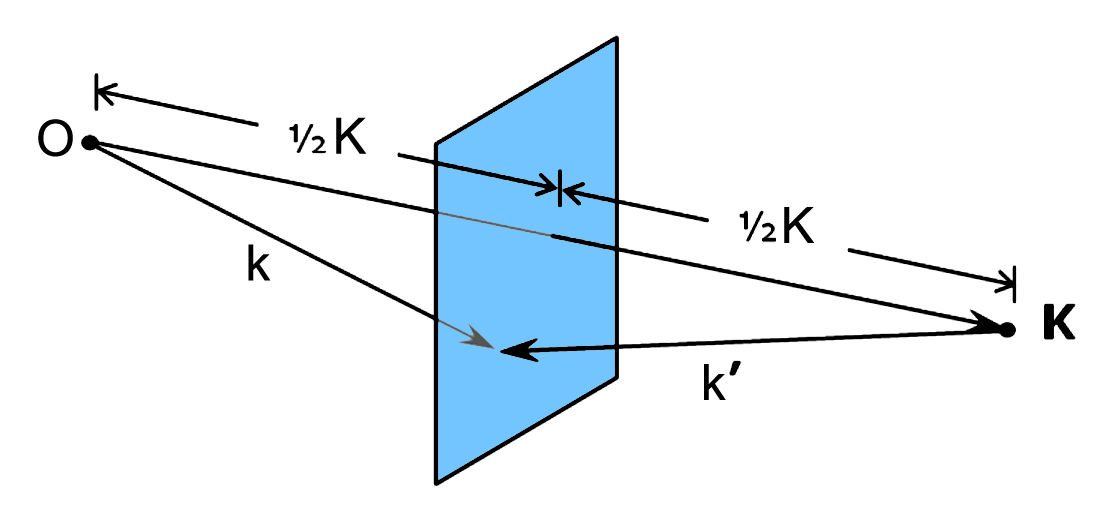
역격자 벡터 의 브래그 평면

결정학에서 브래그 평면(Bragg plane)은 역격자 공간에서 어떤 역격자 벡터를 이등분하는 평면이다. 브래그 평면은 브릴루앵 영역의 표면을 이룬다. 윌리엄 로런스 브래그의 이름을 땄다. 엑스선 회절 실험에서 주어진 브래그 평면에 대한 회절 각도는 브래그 법칙을 통해 구할 수 있다.

## 밀러 지수
브래그 평면은 보통 밀러 지수(Miller index)로 나타낸다. 역격자 기저 {\displaystyle \mathbf {b} _{1}}, {\displaystyle \mathbf {b} _{2}}, {\displaystyle \mathbf {b} _{3}}이 주어졌을 때, 밀러 지수 {\displaystyle (hkl)}은 역격자 벡터 {\displaystyle h\mathbf {b} _{1}+k\mathbf {b} _{2}+l\mathbf {b} _{3}}을 이등분하는 브래그 평면을 나타낸다.

## 같이 보기
- 엑스선결정학
- 역격자
- 브라베 격자
- 브릴루앙 영역

## 참고 문헌
- Kittel, Charles (1996). 《Introduction to Solid State Physics》. New York: Wiley. ISBN 0-471-14286-7.
- Ashcroft, Neil W.; N. David Mermin (1976). 《Solid State Physics》 (영어). Holt, Rinehart and Winston. ISBN 0-03-083993-9.